# Liga Nordeste de Futsal de 2017
A Liga Nordeste de Futsal de 2017 (ou ainda LNeF 2017) será a 13ª edição da competição, que é a principal entre clubes do futsal profissional na região do Nordeste brasileiro, desde sua criação em 2005. As tabela foi anunciada em  setembro de 2017, sendo que a temporada iniciou-se em 28 de setembro de 2017, está programada para terminar em novembro de 2017.
O Grêmio Recreativo do Ceará entrou na temporada como campeã de 2016, já o Horizonte Futsal também do Ceará é o maior campeão da competição.

## Fórmula de Disputa

### Primeira Fase
Na Primeira Fase da LNeF 2017, são divididos em 3 grupos, os clubes jogam entre si em turno único. Os 2 melhores classificam-se direto para as quartas de final, juntamente com os 2 melhores terceiros colocados, segue a fase de mata-mata do torneio.
- Grupo A sede:  Lagarto, Ginásio do Ribeirão (5.000)
- Grupo B sede:  Campina Grande, Ginásio do Clube Campestre (3.000)
- Grupo C sede:  Horizonte, Ginásio Joaquim Domingos Neto (2.000)

### Segunda Fase
Quartas de Final
Restando 8 clubes classificados, iniciam-se as quartas de final, em duas partidas eliminatórias, em caso de vitórias alternadas ou dois empates, a decisão irá para a prorrogação e pênaltis.
Semifinal
Os 4 semifinalistas, jogam em duas partidas eliminatórias para definir os finalistas da temporada, em caso de vitórias alternadas ou dois empates, a decisão irá para a prorrogação e pênaltis.
Final
Os dois finalistas, jogam em duas partidas eliminatórias para definir o grande campeão da temporada 2017 da LNeF, em caso de vitórias alternadas ou dois empates, a decisão irá para a prorrogação e pênaltis.
| AE Caruaru Lauro de Freitas Leônico Horizonte Grêmio-CE Macau Educar Brejo do Cruz Balsas Treze Lagarto Cajuína KracLocalização dos times por Estado. |

## Participantes
Um total de 13 franquias disputam a Liga Nordeste de Futsal na temporada 2017. 
| UF                  | Clube             | Cidade                  | Títulos                 |
| ------------------- | ----------------- | ----------------------- | ----------------------- |
| Bahia               | Lauro de Freitas  | Lauro de Freitas        | 0 (Não possuí)          |
| Bahia               | Leônico           | Salvador                | 0 (Não possuí)          |
| Ceará               | Grêmio Recreativo | Fortaleza               | 1 (em 2016)             |
| Ceará               | Horizonte         | Horizonte               | 3 (em 2008, 2011, 2014) |
| Maranhão            | Balsas            | Balsas                  | 0 (Não possuí)          |
| Paraíba             | Treze             | Campina Grande          | 0 (Não possuí)          |
| Paraíba             | Brejo do Cruz     | Brejo do Cruz           | 0 (Não possuí)          |
| Pernambuco          | AE Caruaru        | Caruaru                 | 0 (Não possuí)          |
| Piauí               | Cajuína           | Teresina                | 0 (Não possuí)          |
| Piauí               | Krac              | Teresina                | 0 (Não possuí)          |
| Rio Grande do Norte | Macau Futsal      | Macau-RN                | 0 (Não possuí)          |
| Sergipe             | Lagarto           | Lagarto                 | 1 (em 2012)             |
| Sergipe             | Educar            | Nossa Senhora da Glória | 0 (Não possuí)          |

## Primeira Fase

### Grupo A
- Sede:  Lagarto

|   | Time             | Pts | J | V | E | D | GP | GC | SG  |
| - | ---------------- | --- | - | - | - | - | -- | -- | --- |
| 1 | Lagarto          | 9   | 3 | 3 | 0 | 0 | 11 | 3  | +8  |
| 2 | Educar Futsal    | 6   | 3 | 2 | 0 | 1 | 11 | 5  | +6  |
| 3 | Leônico          | 3   | 3 | 1 | 0 | 2 | 6  | 6  | 0   |
| 4 | Lauro de Freitas | 0   | 3 | 0 | 0 | 3 | 2  | 16 | -14 |

### Jogos

#### Primeira Rodada
| 28 de setembro | Educar Futsal | 4 – 2 | Leônico | Ginásio Ribeirão, Lagarto |
| 19:00          |               |       |         |                           |

| 28 de setembro | Lagarto | 6 – 2 | Lauro de Freitas | Ginásio Ribeirão, Lagarto |
| 20:30          |         |       |                  |                           |

#### Segunda Rodada
| 29 de setembro | Lauro de Freitas | 0 – 4 | Leônico | Ginásio Ribeirão, Lagarto |
| 19:00          |                  |       |         |                           |

| 29 de setembro | Lagarto | 3 – 1 | Educar Futsal | Ginásio Ribeirão, Lagarto |
| 20:30          |         |       |               |                           |

#### Terceira Rodada
| 30 de setembro | Educar Futsal | 6 – 0 | Lauro de Freitas | Ginásio Ribeirão, Lagarto |
| 19:00          |               |       |                  |                           |

| 30 de setembro | Lagarto | 2 – 0 | Leônico | Ginásio Ribeirão, Lagarto |
| 20:30          |         |       |         |                           |

### Grupo B
- Sede:  Campina Grande

|   | Time          | Pts | J | V | E | D | GP | GC | SG  |
| - | ------------- | --- | - | - | - | - | -- | -- | --- |
| 1 | AE Caruaru    | 7   | 3 | 2 | 1 | 0 | 14 | 9  | +5  |
| 2 | Treze         | 5   | 3 | 1 | 2 | 0 | 17 | 4  | 13  |
| 3 | Brejo do Cruz | 4   | 3 | 1 | 1 | 1 | 18 | 6  | +12 |
| 4 | Macau Futsal  | 0   | 3 | 0 | 0 | 3 | 2  | 32 | -30 |

### Jogos

#### Primeira Rodada
| 28 de setembro | Macau Futsal | 2 – 6 | AE Caruaru | Ginásio do Clube Campestre, Campina Grande |
| 18:00          |              |       |            |                                            |

| 28 de setembro | Treze | 1 – 1 | Brejo do Cruz | Ginásio do Clube Campestre, Campina Grande |
| 20:00          |       |       |               |                                            |

#### Segunda Rodada
| 29 de setembro | Brejo do Cruz | 4 – 5 | AE Caruaru | Ginásio do Clube Campestre, Campina Grande |
| 18:00          |               |       |            |                                            |

| 29 de setembro | Treze | 13 – 0 | Macau | Ginásio do Clube Campestre, Campina Grande |
| 20:00          |       |        |       |                                            |

#### Terceira Rodada
| 30 de setembro | Macau Futsal | 0 – 13 | Brejo do Cruz | Ginásio do Clube Campestre, Campina Grande |
| 10:00          |              |        |               |                                            |

| 30 de setembro | Treze | 3 – 3 | AE Caruaru | Ginásio do Clube Campestre, Campina Grande |
| 12:00          |       |       |            |                                            |

### Grupo C
- Sede:  Horizonte

|   | Time              | Pts | J | V | E | D | GP | GC | SG  |
| - | ----------------- | --- | - | - | - | - | -- | -- | --- |
| 1 | Grêmio Recreativo | 12  | 4 | 4 | 0 | 0 | 16 | 5  | +11 |
| 2 | Horizonte         | 9   | 4 | 3 | 0 | 1 | 14 | 5  | +9  |
| 3 | Krac              | 6   | 4 | 2 | 0 | 2 | 12 | 15 | -3  |
| 4 | Balsas Futsal     | 3   | 4 | 1 | 0 | 3 | 3  | 12 | -9  |
| 5 | Cajuína           | 0   | 4 | 0 | 0 | 4 | 3  | 13 | -10 |

### Jogos

#### Primeira Rodada
| 26 de setembro | Grêmio Recreativo | 3 – 1 | Balsas Futsal | Ginásio Joaquim Domingos, Horizonte |
| 18:30          |                   |       |               |                                     |

| 26 de setembro | Horizonte | 5 – 2 | Krac | Ginásio Joaquim Domingos, Horizonte |
| 20:00          |           |       |      |                                     |

#### Segunda Rodada
| 27 de setembro | Grêmio Recreativo | 5 – 0 | Cajuína | Ginásio Joaquim Domingos, Horizonte |
| 18:30          |                   |       |         |                                     |

| 27 de setembro | Horizonte | 3 – 0 | Balsas Futsal | Ginásio Joaquim Domingos, Horizonte |
| 20:00          |           |       |               |                                     |

#### Terceira Rodada
| 28 de setembro | Cajuína | 3 – 4 | Krac | Ginásio Joaquim Domingos, Horizonte |
| 18:30          |         |       |      |                                     |

| 28 de setembro | Horizonte | 2 – 3 | Grêmio Recreativo | Ginásio Joaquim Domingos, Horizonte |
| 20:00          |           |       |                   |                                     |

#### Quarta Rodada
| 29 de setembro | Balsas Futsal | 2 – 6 | Krac | Ginásio Joaquim Domingos, Horizonte |
| 18:30          |               |       |      |                                     |

| 29 de setembro | Horizonte | 4 – 0 | Cajuína | Ginásio Joaquim Domingos, Horizonte |
| 20:00          |           |       |         |                                     |

#### Quinta Rodada
| 30 de setembro | Balsas Futsal | W.O. | Cajuína | Ginásio Joaquim Domingos, Horizonte |
| 18:30          |               |      |         |                                     |

| 30 de setembro | Grêmio Recreativo | 5 – 2 | Krac | Ginásio Joaquim Domingos, Horizonte |
| 20:00          |                   |       |      |                                     |

## Índices Técnicos
Seguindo o regulamento para a LNeF 2017, foi decidido que para os confrontos decididos em casa iria avaliar-se o desempenho do Índice Técnico da competição, sendo assim o melhor índice pega o pior e tem a vantagem do melhor decidir em casa. 

### Melhores Terceiros Colocados
Em Azul, os dois melhores terceiros colocados classificados para as Quartas de Finais.
|     | Time          | Pts | J | V | E | D | GP | GC | SG  |
| --- | ------------- | --- | - | - | - | - | -- | -- | --- |
| 3 C | Krac          | 6   | 4 | 2 | 0 | 2 | 12 | 15 | -3  |
| 3 B | Brejo do Cruz | 4   | 3 | 1 | 1 | 1 | 18 | 6  | +12 |
| 3 A | Leônico       | 3   | 3 | 1 | 0 | 2 | 6  | 6  | 0   |

### Índices Gerais
Em Verde os clubes mandam a segunda partida em casa.
|   | Time              | Ind. | Pts | J | V | E | D | GP | GC | SG  |
| - | ----------------- | ---- | --- | - | - | - | - | -- | -- | --- |
| 1 | Lagarto           | 3.0  | 9   | 3 | 3 | 0 | 0 | 11 | 3  | +8  |
| 2 | Grêmio Recreativo | 3.0  | 12  | 4 | 4 | 0 | 0 | 16 | 5  | +11 |
| 3 | AE Caruaru        | 2.33 | 7   | 3 | 2 | 1 | 0 | 14 | 9  | +5  |
| 4 | Horizonte         | 2.25 | 9   | 4 | 3 | 0 | 1 | 14 | 5  | +9  |
| 5 | Educar Futsal     | 2.0  | 6   | 3 | 2 | 0 | 1 | 11 | 5  | +6  |
| 6 | Treze             | 1.7  | 5   | 3 | 1 | 2 | 0 | 17 | 4  | 13  |
| 7 | Krac              | 1.5  | 6   | 4 | 2 | 0 | 2 | 12 | 15 | -3  |
| 8 | Brejo do Cruz     | 1.3  | 4   | 3 | 1 | 1 | 1 | 18 | 6  | +12 |

## Fase Final
Em itálico, os times que possuem o mando de quadra no primeiro jogo do confronto e em negrito os times classificados.
|  | Quartas de final | Quartas de final | Quartas de final | Quartas de final |               |            | Semifinais | Semifinais | Semifinais |  |            | Final | Final | Final |
|  |                  |                  |                  |                  |               |            |            |            |            |  |            |       |       |       |
|  | 1                | Lagarto          | 1                | 3                |               |            |            |            |            |  |            |       |       |       |
|  | 8                | Brejo Cruz       | 3                | 6                |               |            |            |            |            |  |            |       |       |       |
|  | 8                | Brejo Cruz       | 3                | 6                |               | Brejo Cruz | 5          | 7          |            |  |            |       |       |       |
|  |                  |                  |                  |                  |               | Brejo Cruz | 5          | 7          |            |  |            |       |       |       |
|  |                  | AE Caruaru       | 2                | 2                |               |            |            |            |            |  |            |       |       |       |
|  | 4                | AE Caruaru       | 2                | 2                | G. Recreativo | 2          | -          |            |            |  |            |       |       |       |
|  | 4                |                  |                  |                  | G. Recreativo | 2          | -          |            |            |  |            |       |       |       |
|  | 5                | Krac-PI          | 2                | -                |               |            |            |            |            |  |            |       |       |       |
|  | 5                | Krac-PI          | 2                | -                |               |            |            |            |            |  | Brejo Cruz | 0     | 0     |       |
|  |                  |                  |                  |                  |               |            |            |            |            |  | Brejo Cruz | 0     | 0     |       |
|  |                  | Horizonte        | 2                | 1                |               |            |            |            |            |  |            |       |       |       |
|  | 3                | Horizonte        | 2                | 1                | AE Caruaru    | 2          | 1          |            |            |  |            |       |       |       |
|  | 3                |                  |                  |                  | AE Caruaru    | 2          | 1          |            |            |  |            |       |       |       |
|  | 6                | Treze            | 0                | 1                |               |            |            |            |            |  |            |       |       |       |
|  | 6                | Treze            | 0                | 1                |               | Krac-PI    | 2          | 1          |            |  |            |       |       |       |
|  |                  |                  |                  |                  |               | Krac-PI    | 2          | 1          |            |  |            |       |       |       |
|  |                  | Horizonte        | 4                | 2                |               |            |            |            |            |  |            |       |       |       |
|  | 2                | Horizonte        | 4                | 2                | Horizonte     | 5          | 3          |            |            |  |            |       |       |       |
|  | 2                |                  |                  |                  | Horizonte     | 5          | 3          |            |            |  |            |       |       |       |
|  | 7                | Educar-SE        | 2                | 1                |               |            |            |            |            |  |            |       |       |       |
|  | 7                | Educar-SE        | 2                | 1                |               |            |            |            |            |  |            |       |       |       |

### Quartas de Finais

#### Ida
| 14 de outubro | Brejo Cruz | 3 – 1 | Lagarto | Ginásio Andrezão, São Bento |
|               |            |       |         |                             |

| 14 de outubro | G. Recreativo | 2 – 2 | Krac-PI | Ginásio Joaquim Domingos, Horizonte |
|               |               |       |         |                                     |

| 14 de outubro | Treze | 0 – 2 | AE Caruaru | Ginásio do Clube Campestre, Campina Grande |
|               |       |       |            |                                            |

| 14 de outubro | Educar Futsal | 2 – 5 | Horizonte | Ginásio Leon Gregório, Nossa Senhora da Glória |
|               |               |       |           |                                                |

#### Volta
| 21 de outubro | Lagarto | 3 – 6 | Brejo Cruz | Ginásio Ribeirão, Lagarto |
|               |         |       |            |                           |

| 21 de outubro | AE Caruaru | 1 – 1 | Treze | Ginásio Municipal, Caruaru |
|               |            |       |       |                            |

| 1 de novembro | Krac-PI | W.O. | G. Recreativo | Teresina |
|               |         |      |               |          |

| 1 de novembro | Horizonte | 3 – 1 | Educar Futsal | Ginásio Joaquim Domingos, Horizonte |
|               |           |       |               |                                     |

### Semifinais

#### Ida
| 10 de novembro | AE Caruaru | 2 – 5 | Brejo Cruz | Ginásio Municipal, Caruaru |
|                |            |       |            |                            |

| 11 de novembro | Horizonte | 4 – 2 | Krac-PI | Ginásio Joaquim Domingos, Horizonte |
|                |           |       |         |                                     |

#### Volta
| 18 de novembro | Krac-PI | 1 – 2 | Horizonte | Ginásio Verdão, Teresina |
|                |         |       |           |                          |

| 19 de Novembro | Brejo Cruz | 7 – 2 | AE Caruaru | Ginásio Andrezão, São Bento |
|                |            |       |            |                             |

### Final
| 29 de novembro | Horizonte | 2 – 0 | Brejo Cruz | Ginásio Joaquim Domingos, Horizonte |
|                |           |       |            |                                     |

| 3 de dezembro | Brejo Cruz | 0 – 1 | Horizonte | Ginásio Andrezão, São Bento |
|               |            |       |           |                             |

## Premiação

### Campeão
| Liga Nordeste de Futsal de 2017 |
| ------------------------------- |
| Horizonte (4º título)           |

## Classificação Geral
|    | Time              | Pts | J  | V | E | D | GP | GC | SG  | Zona de Classificação           |
| -- | ----------------- | --- | -- | - | - | - | -- | -- | --- | ------------------------------- |
| 1  | Horizonte         | 27  | 10 | 9 | 0 | 1 | 31 | 11 | +20 | Campeão                         |
| 2  | Brejo do Cruz     | 16  | 9  | 5 | 1 | 3 | 39 | 17 | +22 | Vice-campeão                    |
| 3  | AE Caruaru        | 11  | 7  | 3 | 2 | 2 | 20 | 21 | -1  | Eliminado nas Semifinais        |
| 4  | Krac-PI           | 7   | 6  | 3 | 1 | 2 | 14 | 17 | -3  | Eliminado nas Semifinais        |
| 5  | Grêmio Recreativo | 13  | 6  | 4 | 1 | 1 | 18 | 7  | +11 | Eliminado nas Quartas de Finais |
| 6  | Lagarto           | 10  | 5  | 3 | 1 | 1 | 15 | 12 | +3  | Eliminado nas Quartas de Finais |
| 7  | Treze             | 6   | 5  | 1 | 3 | 1 | 18 | 7  | +11 | Eliminado nas Quartas de Finais |
| 8  | Educar Futsal     | 6   | 5  | 2 | 0 | 3 | 14 | 13 | +1  | Eliminado nas Quartas de Finais |
| 9  | Leônico           | 3   | 3  | 1 | 0 | 2 | 6  | 6  | 0   | Eliminado na Primeira Fase      |
| 10 | Balsas Futsal     | 3   | 4  | 1 | 0 | 3 | 3  | 12 | -9  | Eliminado na Primeira Fase      |
| 11 | Cajuína           | 0   | 4  | 0 | 0 | 4 | 3  | 13 | -10 | Eliminado na Primeira Fase      |
| 12 | Lauro de Freitas  | 0   | 3  | 0 | 0 | 3 | 2  | 16 | -14 | Eliminado na Primeira Fase      |
| 13 | Macau             | 0   | 3  | 0 | 0 | 3 | 2  | 32 | -30 | Eliminado na Primeira Fase      |